# Streik der Streichholzarbeiterinnen

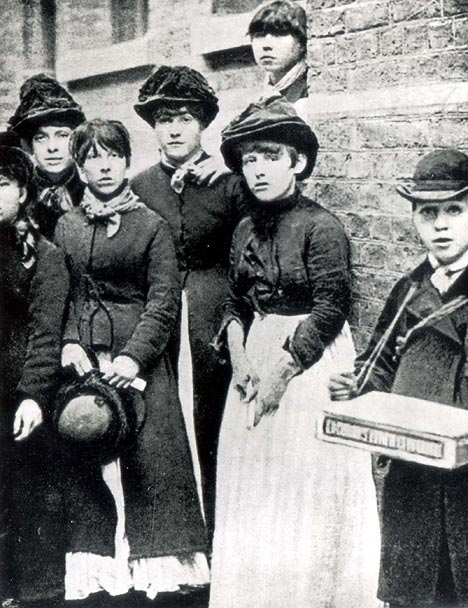
Streichholzarbeiterinnen, von denen einige erste Anzeichen einer Kieferverkrümmung zeigen.

Der Streik der Streichholzarbeiterinnen (englisch Matchgirls' Strike) von 1888 war ein erfolgreicher Arbeitskampf von Frauen, die in der Streichholzfabrik Bryant & May im Londoner East End arbeiteten.

## Hintergrund

### Zündholzproduktion

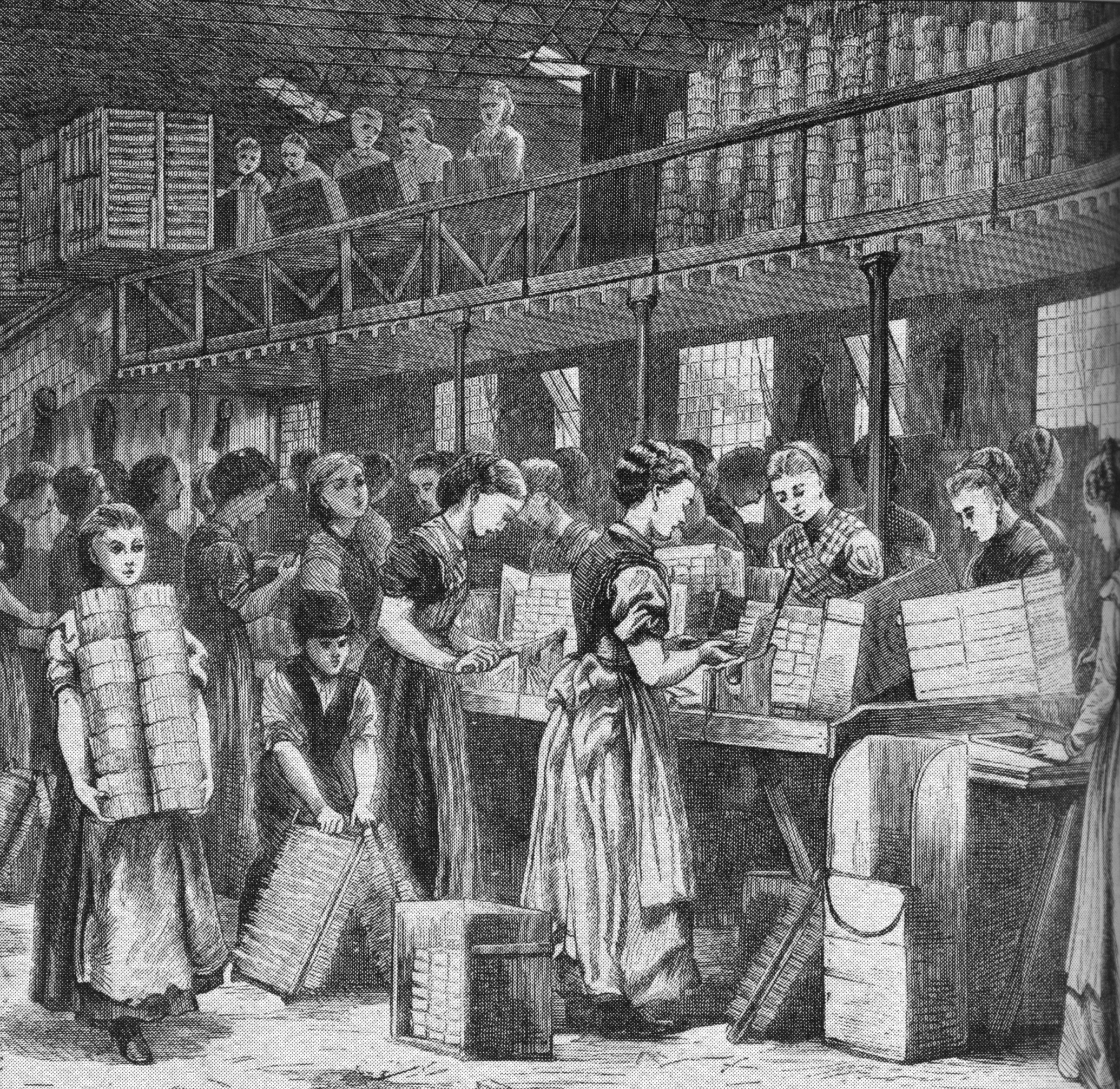
Frauen bei der Arbeit in einer Streichholzfabrik, möglicherweise die von Bryant & May

Ende des 19. Jahrhunderts wurden Streichhölzer aus Pappel- oder Kiefernholz hergestellt. Die Enden der Stäbchen wurden in Schwefel und anschließend in eine Zusammensetzung aus weißem Phosphor (auch gelber Phosphor genannt), Kaliumchlorat, Antimonsulfid, Glaspulver und Farbstoff getaucht. Der Gehalt an weißem Phosphor im Streichholz variierte; 1899 hieß es in einem Bericht der britischen Regierung, dass er im Vereinigten Königreich zwischen sechs und sieben Prozent liege, während ein Bericht der Royal Economic Society von 1902 die Zahl auf ''gewöhnlich etwa fünf, manchmal sogar zehn Prozent" bezifferte. Erfahrene Arbeiterinnen und Arbeiter konnten in einer Zehn-Stunden-Schicht zehn Millionen Streichhölzer herstellen. Nachdem die doppelendigen Streichhölzer in Öfen getrocknet worden waren, wurden sie in eine Maschine gegeben, die sie in einzelne Streichhölzer halbierte. Sie wurden in Hunderterschachteln verpackt und diese dann zu Zwölferbündeln geschnürt. Für das Eintauchen der Streichhölzer waren in der Regel Männer zuständig, während bei den übrigen Arbeitsschritten weibliche Arbeitskräfte dominierten.
Die Streichhölzer wurden zunächst aufgrund des charakteristischen Schwefelgeruchs, der mit der Zerstörung von Sodom und Gomorrah durch Feuer und Schwefel in Verbindung gebracht wurde, als Luzifer-Streichhölzer bezeichnet und später Congreves (möglicherweise nach der Congreve’schen Rakete). Im Laufe der Zeit wurden diese Namen zu Gattungsbezeichnungen. Luzifer-Streichhölzer konnten auf jeder Oberfläche entzündet werden, auf der Reibung erzeugt werden konnte. In den 1840er Jahren wurde roter Phosphor entdeckt, der an der Luft stabiler war. Dies bedeutete, dass Streichhölzer ohne Phosphor hergestellt werden konnten und nur die Zündfläche auf der Schachtel roten Phosphor enthielt.

1897 arbeiteten in Großbritannien 4.152 Menschen in 25 Streichholzfabriken, davon 2.658 Erwachsene, 1.492 im Alter zwischen 14 und 18 Jahren und 2 unter 14 Jahren. Von den Fabriken, die Streichhölzer herstellten, verwendeten 23 weißen Phosphor. Sie beschäftigten 3.134 Personen; 245 Männer und 1.276 Frauen waren an Prozessen beteiligt, bei denen Phosphor zum Einsatz kam, die übrigen arbeiteten in Bereichen, in denen sie nicht mit Phosphor in Berührung kamen.

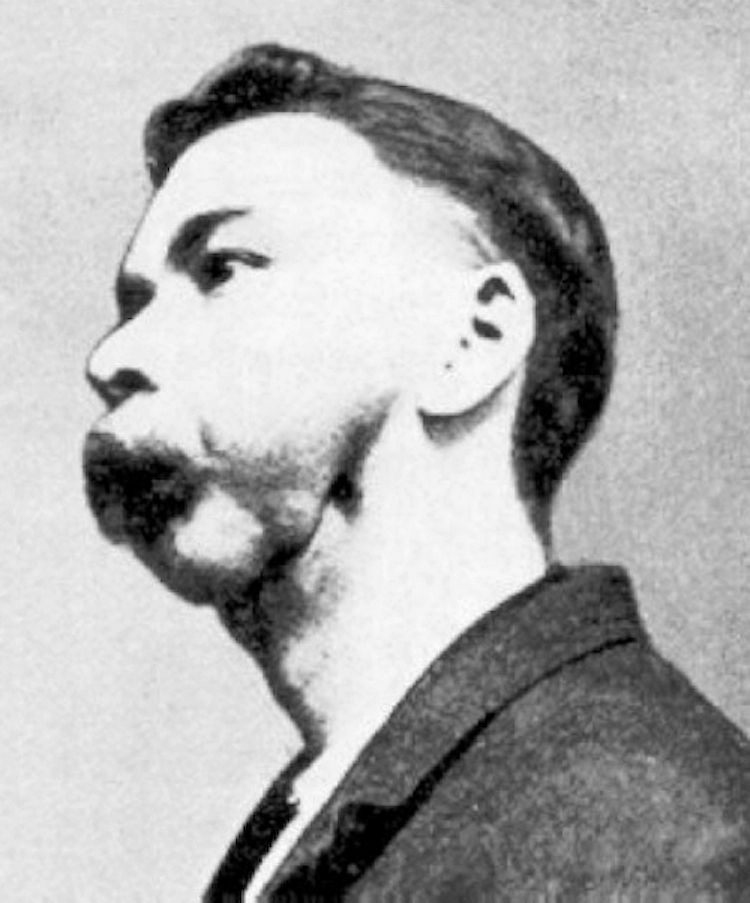
Steichholzarbeiter mit Phosphornekrose

Eine Berufskrankheit, von der diejenigen betroffen waren, die mit weißem Phosphor arbeiteten, war die Phosphornekrose des Kiefers, auch Phosphorkiefer (englisch: phossy jaw). Die Kiefernekrose entsteht durch das Einatmen von Phosphordämpfen – insbesondere wenn der Stoff erhitzt wird – und verursacht eine Osteonekrose der Kieferknochen. Dies äußert sich zunächst in Zahnschmerzen und grippeähnlichen Symptomen, dann in Zahnverlust, Abszessen, Schwellungen des Zahnfleisches, Fistelbildung und Nekrose des Kiefers. 20 Prozent der Fälle in Streichholzfabriken endeten tödlich.

### Bryant & May
Das Streichholzunternehmen Bryant & May wurde 1843 von zwei Quäkern, William Bryant und Francis May, gegründet, um mit allgemeinen Waren zu handeln. Im Jahr 1850 ging das Unternehmen eine Partnerschaft mit dem schwedischen Streichholzmacher Johan Edvard Lundström ein, um einen Teil des Marktes der 250 Millionen Streichhölzer zu erobern, die in Großbritannien täglich verwendet wurden. Im Jahr 1850 verkaufte das Unternehmen 231.000 Schachteln Streichhölzer, 1855 waren es bereits 10,8 Millionen Schachteln und 1860 27,9 Millionen Schachteln. 1880 begann das Unternehmen mit dem Export seiner Waren; 1884 wurde es börsennotiert. Es wurden Dividenden von 22,5 Prozent im Jahr 1885 und 20 Prozent in den Jahren 1886 und 1887 gezahlt. 1861 verlegte Bryant das Unternehmen auf ein drei Hektar großes Gelände in der Fairfield Road im East End in London.

In den 1880er Jahren beschäftigte Bryant & May fast 5.000 Mitarbeitende, die meisten von ihnen weiblich und irisch. 1895 waren es 2.000 Mitarbeitende, von denen zwischen 1.200 und 1.500 Frauen und Mädchen waren.

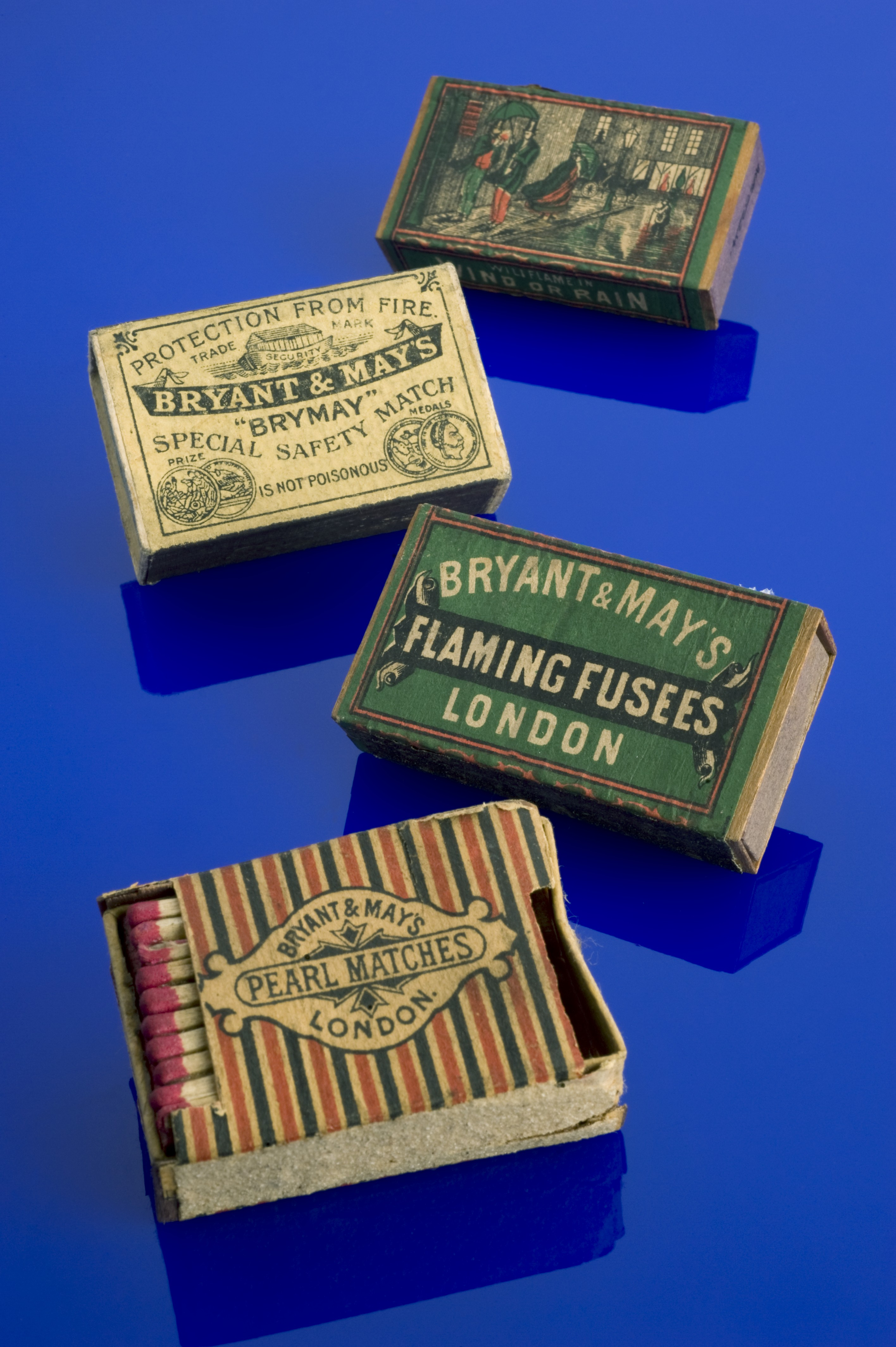
Bryant & May 'Pearl' Zündhölzer, 1890–1891

Die Streichholzschachteln wurden in häuslicher Heimarbeit in einem Schwitzverfahren hergestellt. Dieses System wurde bevorzugt, weil die Arbeit nicht von Fabrikgesetzen gedeckt wurde. Diese Arbeiterinnen erhielten 2,25 bis 2,50 Pence pro Gros Schachtel. Leim und Schnur mussten die Arbeiterinnen aus eigenen Mitteln aufbringen.
Für eine Zehn-Stunden-Schicht erhielten die Arbeiterinnen und Arbeiter je nach Art der Arbeit unterschiedliche Löhne. Die Rahmenfüller erhielten 1 Schilling pro 100 gefüllte Rahmen, die Zuschneider 2 Pence für drei Gros Kartons und die Verpacker 1 Schilling und 9 Pence pro 100 verpackter Kartons. Diejenigen, die unter 14 Jahre alt waren, erhielten einen Wochenlohn von etwa 4 Schilling. Die meisten Arbeiterinnen hatten Glück, wenn sie die vollen Beträge mit nach Hause nehmen konnten, denn die Vorarbeiter verhängten eine Reihe von Geldstrafen, die direkt vom Lohn abgezogen wurden. Zu den Strafen gehörten 3 Pence für eine unaufgeräumte Werkbank, Reden oder schmutzige Füße – viele Arbeiterinnen waren barfuß, da Schuhe zu teuer waren –, 5 Pence für Zuspätkommen und ein Schilling für ein abgebranntes Streichholz auf der Werkbank. Die Frauen und Mädchen, die die Streichhölzer verpackten, mussten die Jungen bezahlen, die ihnen die Rahmen aus den Trockenöfen brachten, und sie mussten ihren eigenen Leim und ihre eigenen Bürsten mitbringen. Ein Mädchen, das eine Schale mit Streichhölzern fallen ließ, wurde mit 6 Pence bestraft.
Bryant & May waren sich der Kieferentzündungen unter den Arbeiterinnen und Arbeitern bewusst. Wenn sie über Zahnschmerzen klagten, wurden sie angewiesen, die Zähne sofort entfernen zu lassen oder sonst entlassen zu werden.

#### Politischer Aktivismus

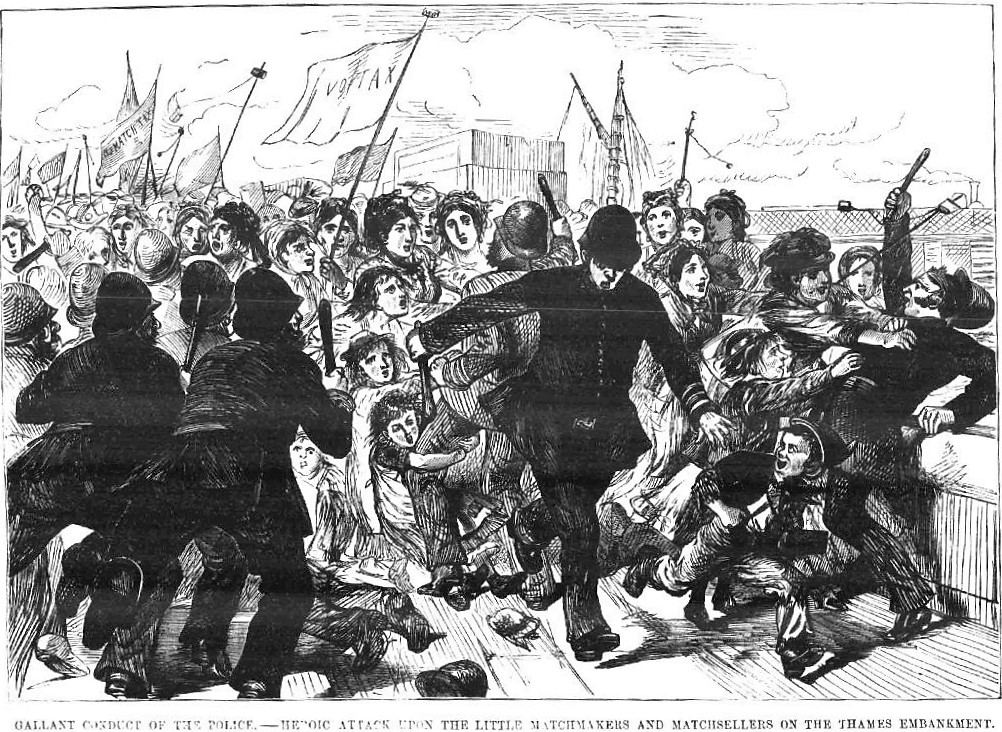
Karikatur aus der britischen Zeitung The Day's Doings, die die Zusammenstöße zwischen der Polizei und dem Protest der Streichholzarbeiterinnen zeigt

In den 1870er und 1880er Jahren waren die Streichholzarbeiterinnen an organisierten politischen Aktionen beteiligt. Ein Versuch, im April 1871 eine Steuer auf Streichhölzer einzuführen, wurde von den ihnen entschieden abgelehnt und in der nationalen Presse kritisiert. Am Tag nach einer Massendemonstration im Victoria Park marschierten bis zu 10.000 Streichholzarbeiterinnen und Streichholzarbeiter – meist Mädchen und Frauen im Alter zwischen dreizehn und zwanzig Jahren – zum Parlament, um eine Petition zu übergeben. Auf dem Weg dorthin wurden sie von der Polizei schikaniert, die erfolglos versuchte, ihren Weg zu blockieren. Der Manchester Guardian beschrieb, dass „die Polizisten, stark in ihrem Sinn für Offizialität und schikanös in ihrer Stärke, an den Rand der Brutalität kamen“. Königin Victoria schrieb an Premierminister William Gladstone, um gegen die Steuer zu protestieren. Am Tag nach dem Marsch wurde die geplante Steuer zurückgezogen.
In den Jahren 1881, 1885 und 1886 streikten die Streichholzarbeiterinnen und -arbeiter wegen der niedrigen Löhne und der hohen Geldstrafen. Die Aktionen blieben erfolglos.

## Streik
Die Arbeitsbedingungen in der Streichholzfabrik hatten zu großer Unzufriedenheit geführt: Bis zu vierzehnstündige Arbeitstage, schlechte Bezahlung, die 1888 durch eine schlechte Ernte, die eine drastische Reduzierung der Arbeitszeit zur Folge hatte, noch verschlimmert wurde, und ungerechtfertigte Geldstrafen waren die Hauptgründe. Außerdem trugen unsaubere Essensbereiche und die schweren gesundheitlichen Komplikationen wie die Kieferverkrümmungen, die durch die Arbeit mit weißem Phosphor verursacht wurden, zu den Spannungen bei. Die Unzufriedenheit entflammte schließlich mit der Entlassung einer Arbeiterin um den 2. Juli 1888.

Die Sozialaktivistin Annie Besant schaltete sich zusammen mit ihrem Freund Herbert Burrows in die Situation ein und veröffentlichte am 23. Juni 1888 einen Artikel in ihrer Halbe-Penny-Wochenzeitung The Link. Dies verärgerte die Unternehmensleitung von Bryant & May, die versuchte, die Belegschaft dazu zu bringen, ein Gegenpapier zu unterzeichnen, was diese jedoch ablehnte. Dies führte zur Entlassung einer Arbeiterin, was einen Streik auslöste. Am Ende des ersten Tages verweigerten rund 1.400 Frauen und Mädchen die Arbeit. Die Betriebsleitung bot rasch an, die entlassene Mitarbeiterin wieder einzustellen, aber die Frauen forderten daraufhin weitere Zugeständnisse, insbesondere in Bezug auf die ungerechtfertigten Geldstrafen, die von ihrem Lohn abgezogen wurden. Eine Delegation von Frauen wandte sich an die Betriebsleitung, war aber mit deren Antwort nicht zufrieden. Am 6. Juli legte die gesamte Fabrik die Arbeit nieder. Am selben Tag suchten etwa 100 Frauen Besant auf und baten um ihre Unterstützung. Sie wusste bis dahin nichts von dem Arbeiterkampf, bis eine Delegation, geführt von Sarah Chapman, Mary Cummings und Mrs. Naulls, sie aufsuchte. Zunächst war sie bestürzt über die stürmischen Maßnahmen, die sie ergriffen hatten, und über die Zahl der Frauen, die nun ohne jegliche Unterstützung arbeitslos waren.

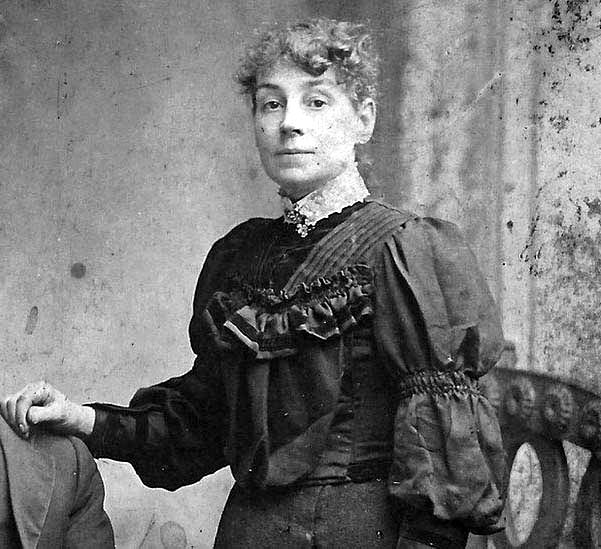
Sarah Chapman unterstützte den Streik

Die Streikenden hielten Versammlungen ab. Besant sprach auf einigen von ihnen. Der Parlamentsabgeordnete Charles Bradlaugh sprach im Parlament und eine Delegation von Frauen aus dem Kampfsport begab sich dorthin, um am 11. Juli drei Abgeordnete zu treffen. Es wurde viel Werbung gemacht. Der Londoner Handelsrat schaltete sich ein. Die Geschäftsführung war zunächst standhaft, aber der Fabrikbesitzer Bryant war ein führender Liberaler und hatte Angst vor der Öffentlichkeit.
Auf einer Sitzung der Streikenden mit der Geschäftsführung am 16. Juli wurden Bedingungen formuliert, denen zufolge Geldstrafen, Abzüge für Materialkosten und andere ungerechte Abzüge abgeschafft werden sollten und Beschwerden künftig direkt an die Geschäftsführung herangetragen werden konnten, ohne die Vorarbeiter einbeziehen zu müssen, die verhindert hatten, dass die Geschäftsführung von früheren Beschwerden erfuhr. Sehr wichtig war auch, dass die Mahlzeiten in einem separaten Raum eingenommen werden sollten, in dem das Essen nicht mit Phosphor verunreinigt werden sollte. Diese Bedingungen wurden akzeptiert, und der Streik wurde somit beendet.

## Folgen
Nach dem Erfolg des Streiks wurde später im Jahr 1888 die Union of Women Matchmakers (später Matchmakers' Union) gegründet. Bei ihrer Gründung war sie die größte Frauen- und Mädchengewerkschaft des Landes und löste eine Welle der kollektiven Organisierung unter den Industriearbeitenden aus.
Im Jahr 1891 eröffnete die Heilsarmee im Londoner Stadtteil Bow eine eigene Streichholzfabrik, die den weniger giftigen roten Phosphor verwendete und bessere Löhne zahlte. Ein Grund für diese Streichholzfabrik war der Wunsch, die Bedingungen der Heimarbeiter, darunter auch Kinder, zu verbessern, die zu Hause Streichhölzer auf der Basis von weißem Phosphor eintauchten. Mehrere Kinder starben durch den Verzehr dieser Streichhölzer.
Wegen der zahlreichen Negativschlagzeilen gab die Fabrik von Bryant & May 1901 bekannt, dass sie keinen weißen Phosphor mehr verwendete. Die Eigentümer Francis May und William Bryant hatten 1850 begonnen, Sicherheitszündhölzer auf der Basis von rotem Phosphor von John Edvard Lundström aus Schweden zu importieren. Da der Absatz von Sicherheitszündhölzern von Bryant & May bis 1855 jedoch um das Zehnfache gestiegen war und Lundström seine Produktion nicht weiter steigern konnte, kauften sie sein britisches Patent und bauten mit seiner Hilfe eine Modellfabrik für Sicherheitszündhölzer in Bow. 1855 begann man mit der Verwendung von rotem Phosphor, konnte aber preislich nicht mit den viel billigeren Streichhölzern auf der Basis von weißem Phosphor konkurrieren, weshalb man Kinderarbeit einsetzte.
1908 verabschiedete das Unterhaus ein Gesetz, das die Verwendung von weißem Phosphor in Streichhölzern nach dem 31. Dezember 1910 verbot. Damit setzte das Vereinigte Königreich die Berner Konvention (1906) über das Verbot von weißem Phosphor in Streichhölzern um.

## Weiterführende Informationen
- Im Jahr 2022 wurde eine fiktionalisierte Darstellung der Ursprünge des Streiks in dem Netflix-Film Enola Holmes 2 gezeigt. Die Streikführerin Sarah Chapman wurde von Hannah Dodd gespielt.
- 2022 erschien das Buch "The Little Match Girl Strikes Back" von Emma Carroll, welches den Streik auf fiktive Weise aufgreift und gleichzeitig eine alternative Erzählung zur Geschichte "Das Mädchen mit den Schwefelhölzern" von Hans Christian Andersen ist.